# Hieronymus Kohl
Hieronymus Kohl (Jeroným Kohl, 1632?–1709) cseh szobrászművész, I. Lipót udvari szobrásza.

## Élete
Horní Slavkovból települt Prágába 1652-ben, hogy Jan Jiří Bendlnél tanuljon. Kora barokk stílusban alkotott. Legnevezetesebb munkája a prágai vár Második udvarában álló, Kásna nevű díszkút szoborcsoportja:
- Mercurius,
- Vulcanus,
- Neptunus,
- Herkules
- és két triton.

Magát a kutat  Francesco de Torre építette 1681-ben. A szobrokat 1686-ban helyezték el rajta, majd 1702-ben kovácsoltvas tetőt kapott.

## Fordítás
- Ez a szócikk részben vagy egészben  a   Jeroným Kohl című cseh Wikipédia-szócikk ezen változatának fordításán alapul.  Az eredeti cikk szerkesztőit annak laptörténete sorolja fel. Ez a jelzés csupán a megfogalmazás eredetét és a szerzői jogokat jelzi, nem szolgál a cikkben szereplő információk forrásmegjelöléseként.